# Diego Perotti
Diego Perotti Almeira (ur. 26 lipca 1988 w Moreno) – argentyński piłkarz, który występował na pozycji napastnika. W latach 2009–2018 reprezentant Argentyny. Posiada także obywatelstwo hiszpańskie.
W swojej karierze występował m.in. w takich klubach jak: Sevilla, AS Roma czy Genoa

## Kariera klubowa
Diego Perotti urodził się Buenos Aires. Piłkarską karierę rozpoczynał w tamtejszym Boca Juniors, w którym trenował do 2002. Następnie trafił do innego klubu ze stolicy Argentyny – Deportivo Morón. W sezonie 2006/2007 występował z nim w rozgrywkach trzeciej ligi i w 34 występach strzelił 5 bramek.
Latem 2006 Perotti przeprowadził się do Hiszpanii, gdzie podpisał kontrakt z Sevillą. Początkowo występował w rezerwach klubu z Andaluzji, z którymi awansował do Segunda División. W sezonie 2008/2009 argentyński zawodnik został włączony do seniorskiej kadry Sevilli. W pierwszej lidze zadebiutował 15 lutego 2009 w zwycięskim 2:0 wyjazdowym meczu z Espanyolem Barcelona. Łącznie w ligowych rozgrywkach Perotti rozegrał 14 spotkań, w tym 8 w podstawowym składzie. 24 maja w 91. minucie pojedynku przeciwko Deportivo La Coruña strzelił zwycięską bramkę na 1:0. Sevilla zajęła w tabeli Primera División trzecie miejsce i awansowała do rundy grupowej Ligi Mistrzów. O miejsce w składzie swojego zespołu Perotti rywalizował głównie z Diegiem Capelem.
Od początku kolejnego sezonu wychowanek Boca Juniors stał się podstawowym piłkarzem Sevilli. Dobrą formą wzbudził zainteresowanie wielu innych klubów, między innymi Realu Madryt. Kontrakt Perottiego z Sevillą obowiązywał do 2013, a klauzula odstępnego wynosiła 24 miliony euro.
Po występach w Genoa CFC i AS Roma, w październiku 2020 został piłkarzem Fenerbahçe SK

## Kariera reprezentacyjna
W reprezentacji Argentyny Perotti zadebiutował 9 listopada 2009 w przegranym 1:2 meczu z Hiszpanią rozegranym w Madrycie. Wszedł na boisko na ostatnie 10 minut, zmieniając Leo Messiego. W kadrze na to spotkanie zastąpił kontuzjowanego Jonása Gutiérreza.

## Sukcesy

### Sevilla
- Puchar Hiszpanii: 2009/10[7]